# Bobbysocks
Bobbysocks este un fost duo pop format din artista norvegiană Hanne Krogh și suedezo-norvegianca Elisabeth Andreassen. Duo-ul a fost format în vara anului 1984 și a înregistrat primul lor album în Silence Studio din Suedia. Melodiile au fost compuse de Rolf Løvland și Rolf Graf. Albumul a fost lansat spre sfârșitul anului și a vândut rapid peste 20.000 de exemplare.
În 1985, Bobbysocks a participat la finala norvegiană a concursului Melodi Grand Prix cu melodia La det swinge compusă de Rolf Løvland, care a fost aleasă să reprezinte Norvegia în finala internațională. Cântecul era considerat favorit, iar după voturi, a câștigat cu un avans de 18 puncte. Astfel, Bobbysocks a devenit primul act care a câștigat Eurovision Song Contest pentru Norvegia. La întoarcerea lor în Oslo, fanii s-au adunat de-a lungul întregului traseu de la granița cu Suedia până în capitală.

## Istorie

### Anii 1980
Duo-ul s-a format în 1983. Atât Hanne Krogh, cât și Elisabeth Andreassen au fost concurente frecvente la Eurovision. Krogh a participat de trei ori, toate pentru Norvegia: în 1971 ca solistă, cu Bobbysocks în 1985 și ca parte a grupului Just 4 Fun în 1991. Andreassen a cântat pentru Suedia ca parte a duo-ului Chips în 1982, iar după victoria cu Bobbysocks, a colaborat cu Jan Werner Danielsen în 1994 și a participat solo în 1996. Potrivit cărții lui John Kennedy O'Connor, The Eurovision Song Contest – The Official History, Andreassen este una dintre doar cinci artiste principale care au participat de patru ori la concurs și una dintre doar patru artiste care au obținut atât locul întâi, cât și locul doi la Eurovision (1985 și 1996).
Single-ul de debut al duo-ului a fost „I Don’t Wanna Break My Heart” (1984), lansat pe un disc de vinil roz. Conceptul din spatele Bobbysocks! era de a readuce în actualitate cântece din anii 1950 cu un stil swing, adăugându-le un sunet „modern” specific anilor 1980. Această idee a fost aplicată pe deplin în primul lor LP, Bobbysocks!, care a fost un amestec de coveruri și cântece noi.
Single-ul planificat următor era „Radio”, dar planurile s-au schimbat când duo-ul a câștigat Eurovision Song Contest. „Let It Swing” a ajuns pe primul loc în topul norvegian al single-urilor, dar și în Belgia. A ajuns în top 10 în Suedia și Irlanda și în top 20 în Olanda și Austria. A intrat în UK Singles Chart pe 25 mai 1985, urcând până pe locul 44 și rămânând în top timp de patru săptămâni. A fost lansat și în Germania, Japonia și Australia.
În 1985, datorită victoriei la Eurovision, Bobbysocks! au fost distinse cu Premiul Peer Gynt, acordat de parlamentul norvegian, Stortinget.
O altă consecință a succesului ESC a fost relansarea LP-ului Bobbysocks! cu piesa „Let It Swing” inclusă, atingând statutul de discul de aur. Următorul album, Waiting for the Morning, a fost lansat în aprilie 1986, fiind precedat de single-ul omonim, ambele având succes în Norvegia, unde au ajuns pe primul loc în topurile de single-uri și albume. Walkin’ on Air a fost înregistrat în Los Angeles în 1987 și produs de Bill Maxwell. A devenit aur în doar patru zile, fiind al treilea și ultimul LP al duo-ului. Chiar înainte de lansarea piesei „If I Fall”, single-ul principal al albumului în Norvegia, duo-ul a dorit să facă ceva „plăcut de nebunesc”, așa cum au declarat la vremea respectivă, așa că au înregistrat un cover al piesei „Swing it, magister’n”, un cântec din 1940 interpretat inițial de cântăreața și actrița suedeză Alice Babs, pe care l-au lansat ca single în vara lui 1987.
În 1988, Bobbysocks s-a destrămat, după patru ani de succes.

Bobbysocks revin la Melodi Grand Prix la 40 de ani după victoria de la Eurovision

### Secolul XXI
Krogh și Andreassen au continuat să apară împreună ocazional pe scenă în Norvegia. Au participat la concertul aniversar Congratulations, dedicat celor 50 de ani de Eurovision, la Copenhaga, Danemarca, în octombrie 2005, și la Eurovision Song Contest’s Greatest Hits, concertul aniversar de 60 de ani, la Londra. În mai 2010, Bobbysocks a avut o scurtă revenire pentru a celebra 25 de ani de la victoria la ESC din 1985, lansând un album compilație intitulat Let It Swing – The Best Of Bobbysocks!, care a inclus două cântece noi și a ajuns pe locul 13 în topul albumelor norvegiene.
Pe 16 ianuarie 2025, au fost anunțate ca fiind una dintre cele 9 finaliste în Melodi Grand Prix 2025, cu piesa „Joyful”. În finala din 15 februarie, Bobbysocks s-a clasat pe locul trei cu 164 de puncte, obținând locul doi în votul publicului.

## Turnee și apariții
După câștigarea Eurovisionului, duo-ul a apărut în numeroase emisiuni TV din Europa, urmate de turneul de vară Swinging Tour ’85, început pe 1 iunie în Sykkylven. Peste 350.000 de oameni au participat la concerte, cu un număr record de peste 50.000 în Nygårdsparken din Bergen.
În august, Bobbysocks a interpretat La det swinge de trei ori în cadrul festivalului transmis în direct de la Sopot. În septembrie, au susținut un concert în fața a 7.000 de persoane în Sydney, Australia, apoi au fost oaspeți de onoare la Asian Pacific Song Contest în Singapore, unde au deschis și închis evenimentul difuzat către aproximativ două miliarde de telespectatori. Următoarea oprire: Moscova, cu patru concerte.
În ianuarie 1986, Bobbysocks a interpretat melodia Waiting for the Morning la gala Spellemannprisen. Albumul s-a vândut în peste 100.000 de exemplare în Norvegia și a fost lansat și în Suedia, Argentina și Brazilia.
Albumul următor, Walkin’ on Air, a fost produs în California și a fost vândut în peste 25.000 de exemplare în patru zile, atingând statutul de disc de aur. După promovarea în Scandinavia, cele două au revenit în SUA pentru a produce o emisiune de divertisment pentru NRK.
În 1988, duo-ul s-a desființat, iar ambele membre și-au reluat carierele solo.

## Reuniuni
Hanne Krogh și Elisabeth Andreassen s-au reunit de mai multe ori după 1988, inclusiv pentru:
- Spectacole la Momarkedet în 1990
- Jubileul de 150 de ani al orașului Haugesund în 2004[12]
- Evenimentul Congratulations – 50 de ani de Eurovision[13]

În 2010, la 25 de ani de la câștigarea Eurovisionului, Bobbysocks a participat la Melodifestivalen în Suedia. Tot atunci a fost lansat un album compilație cu 20 de piese vechi și 2 piese noi.

## Premii și distincții
- Premiul Peer Gynt, 1985
- Premiul de onoare al juriului, Spellemannprisen 1985
- Timbru comemorativ emis de Poșta Norvegiană, mai 2010[14]

## Discografie
Între 1984 și 2010, Bobbysocks a lansat:
- 5 albume (LP sau CD)
- 6 single-uri
- În 2010, un single digital alături de Vidar Busk[15]

Single-ul Let it Swing a fost lansat în Japonia, Australia și în mare parte a Europei.
Reeditarea albumului de debut din 1984 în varianta cu La det swinge (1985) a atins locul 3 pe VG-lista, iar single-ul a ajuns pe locul 1 și a rămas 7 săptămâni în top.
Versiunea engleză, Let it Swing, a devenit un hit internațional, ocupând:
- Locul 1 în Belgia
- Locul 9 în Țările de Jos
- Locul 44 în Marea Britanie.[18][19]

| Album                                 | An   | Studio                    | Clasări de top              |
| ------------------------------------- | ---- | ------------------------- | --------------------------- |
| Bobbysocks                            | 1984 | Bahama Records            |                             |
| Bobbysocks inkl. Let it Swing         | 1985 | Bahama Records            | Locul 3 (săptămâna 22)      |
| Waiting for the Morning               | 1986 | Sonet                     | Locul 1 (săptămânile 19/20) |
| Walkin' on Air                        | 1987 | Sonet                     | Locul 16 (săptămâna 44)     |
| The Best of Bobbysocks – Let it Swing | 2010 | Universal/Slagerfabrikken | Locul 13 (săptămâna 22)     |

### Compilații
- 2010: Let it Swing – The Best of Bobbysocks!

### Single-uri
- 1984: „I Don't Wanna Break My Heart”
- 1984: „Radio” (relansat în 1985)
- 1985: „Let It Swing” / „La Det Swinge” – #1 în Norvegia
- 1986: „Waiting for the Morning” – #1 în Norvegia
- 1987: „Swing It, Magister'n”
- 1987: „If I Fall”
- 1987: „Don't Leave Me Here Without You”
- 2010: „Boogie Woogie Mama” (feat. Vidar Busk)
- 2025: „Joyful” (Melodi Grand Prix 2025)